# Jarmila Segeťová
Jarmila Segeťová (* 21. března 1945 Ostrava) je bývalá československá atletka českého původu, která se specializovala na hod oštěpem.
V letech 1963-80 byla členkou VŠ Praha. Po vystudování Fakulty tělesné výchovy a sportu UK trénovala ve VŠ Praha a na fakultě přednáší na katedře atletiky specializaci vrhačských disciplín.
Je autorkou nebo spoluautorkou děl:
- Jarmila Segeťová; Atletika pro posluchače studující rehabilitaci na FTVS (učebnice, 1985, SPN Praha)
- Aleš Tvrzník, Jarmila Segeťová; Síla pro všechny s Janem Železným a Olgou Šípkovou (1998, Grada)
- Aleš Tvrzník, Jarmila Segeťová, Zelený, J. Šimon; Výběr prostředků kondiční přípravy (video, 1998, FTVS UK)[1]
- Jarmila Segeťová; Vrhy a hody (Metodický film pro jednotlivé vrhačské disciplíny, 2005, Český atletický svaz, FTVS UK)[3]

## Osobní rekord
- hod oštěpem – 54,04 m (rok 1976)[1]